# Fernando Álvarez de Toledo y Sarmiento
Fernando Álvarez de Toledo y Sarmiento   (1390 (Gregorià) - Còrdova, 21 d'abril de 1460) va ser un noble espanyol, IV senyor de Valdecorneja, II senyor i I comte d'Alba de Tormes.

## Biografia
Fernando Álvarez de Toledo va ser fill de García Álvarez de Toledo, III senyor de Valdecorneja, Àvila, i de la seva dona, Constanza Sarmiento.
Va obtenir del rei Joan II de Castella, per carta reial de mercè despatxada des de Medina del Camp el 8 de desembre de 1429, la donació la vila de Salvatierra de Tormes. A més, Fernando va heretar del seu oncle, bisbe de Palència, arquebisbe de Sevilla i arquebisbe primat de Toledo, Gutierre Álvarez de Toledo, el senyoriu d'Alba de Tormes. Ferran va ser nomenat senyor de la vila d'Alba de Tormes per Joan II en 1424. Aquest senyoriu va ser ascendit al títol de Comtat d'Alba de Tormes pel rei Joan II i per mediació d'Álvaro de Luna. Fernando va ser el I comte d'Alba de Tormes per real cèdula de 1439, el primer hereditari de Castella.
Va ser titular dels senyorius de Fuenteguinaldo, Salvatierra de Tormes, Còria, Huéscar, Granadilla, Abadia, Castronuevo, Piedrahíta, El Barco, L'Horcajada, i El Mirón. Aquests senyorius li van donar el control d'un territori important que s'estenia des dels límits amb Portugal i el nord d'Extremadura fins a la Serra de Gredos. Les terres senyorials de Ferran van abastar una superfície de 1.136,36 quilòmetres quadrats, el més extens d'Àvila.
El comte Ferran d'Alba posteriorment va tenir desencontres amb el rei qui li va confiscar el seu castell i la vila d'Alba de Tormes el 1448 i el va empresonar durant sis anys. Va morir a Còrdova, el 21 d'abril de 1460.

## Matrimoni i descendència
Va contreure matrimoni amb Mencía Carrillo Palomeque, senyora de Bercimuelle i Naharillos, filla de Pedro Carrillo de Toledo, senyor de Bolaños, i d'Elvira Palomeque. D'aquest matrimoni baixa tota la Casa d'Alba.
- García Álvarez de Toledo i Carrillo de Toledo qui va succeir al seu pare com a V senyor de Valdecorneja i II comte d'Alba, creat I Duc d'Alba de Tormes en 1472.[6]
- Pedro Álvarez de Toledo qui va premorir al seu pare,[2] casat amb Catalina Álvarez.
- Major de Toledo, esposa de Fernando Álvarez de Toledo i Herrera, IV senyor d'Oropesa.[2]
- Teresa de Toledo, casada amb Gómez Carrillo de Barnús el Feo, IX senyor de Barnús, Beteta, Torralba i Ribagorda, per herència de Maria d'Barnoz, així com d'Ocentejo.[7]